# Flugzeugkatastrophe von Teneriffa
Bei der Flugzeugkatastrophe von Teneriffa kollidierte auf dem Flughafen Los Rodeos am Sonntag, dem 27. März 1977, um 17:06 Uhr Ortszeit eine Boeing 747-206B der KLM Royal Dutch Airlines mit einer Boeing 747-121 der Pan American World Airways (Pan Am). An Bord der Flugzeuge befanden sich insgesamt 644 Personen. Nur 70 Insassen der Boeing 747 der Pan Am überlebten den Zusammenstoß; neun von ihnen erlagen später ihren Verletzungen. Mit 583 Toten ist der Unfall einer der schwersten Zwischenfälle der zivilen Luftfahrt und bis heute der schwerste ohne terroristische Beteiligung.
Das KLM-Flugzeug startete ohne Startfreigabe und stieß während des Abhebens mit der noch auf der Startbahn rollenden Pan-Am-Maschine zusammen. Zum Unfall trugen eine durch dichten Nebel beeinträchtigte Sicht sowie die unzureichende und missverständliche Kommunikation zwischen den KLM-Piloten und der Platzkontrolle im Tower bei.
Der Unfall war Auslöser für eine Reihe von Maßnahmen, die die Sicherheit deutlich erhöhten. So wurden verbindliche Formulierungen für den Funk eingeführt, Flughäfen mit Bodenradar ausgestattet und die Zusammenarbeit der Besatzungsmitglieder verbessert.

## Vorgeschichte
Die US-amerikanische Linienfluggesellschaft Pan American World Airways (Pan Am) war von der Reederei Royal Cruise Line mit einem Ad-hoc-Charterflug nach Gran Canaria beauftragt worden, wo das Kreuzfahrtschiff Golden Odyssey die Passagiere der Reederei übernehmen sollte. Der Sonderflug (Flugnummer: PA1736, abgeleitet vom Kennzeichen des eingesetzten Flugzeugs) begann in Los Angeles und wurde auftragsgemäß über New York geführt, wo weitere Kreuzfahrtteilnehmer zustiegen. Bei diesem Zwischenstopp fand ein Besatzungswechsel statt. Auf dem Transatlantikflug befanden sich 394 Personen an Bord der Boeing 747. Verantwortlicher Flugkapitän war Victor Grubbs.

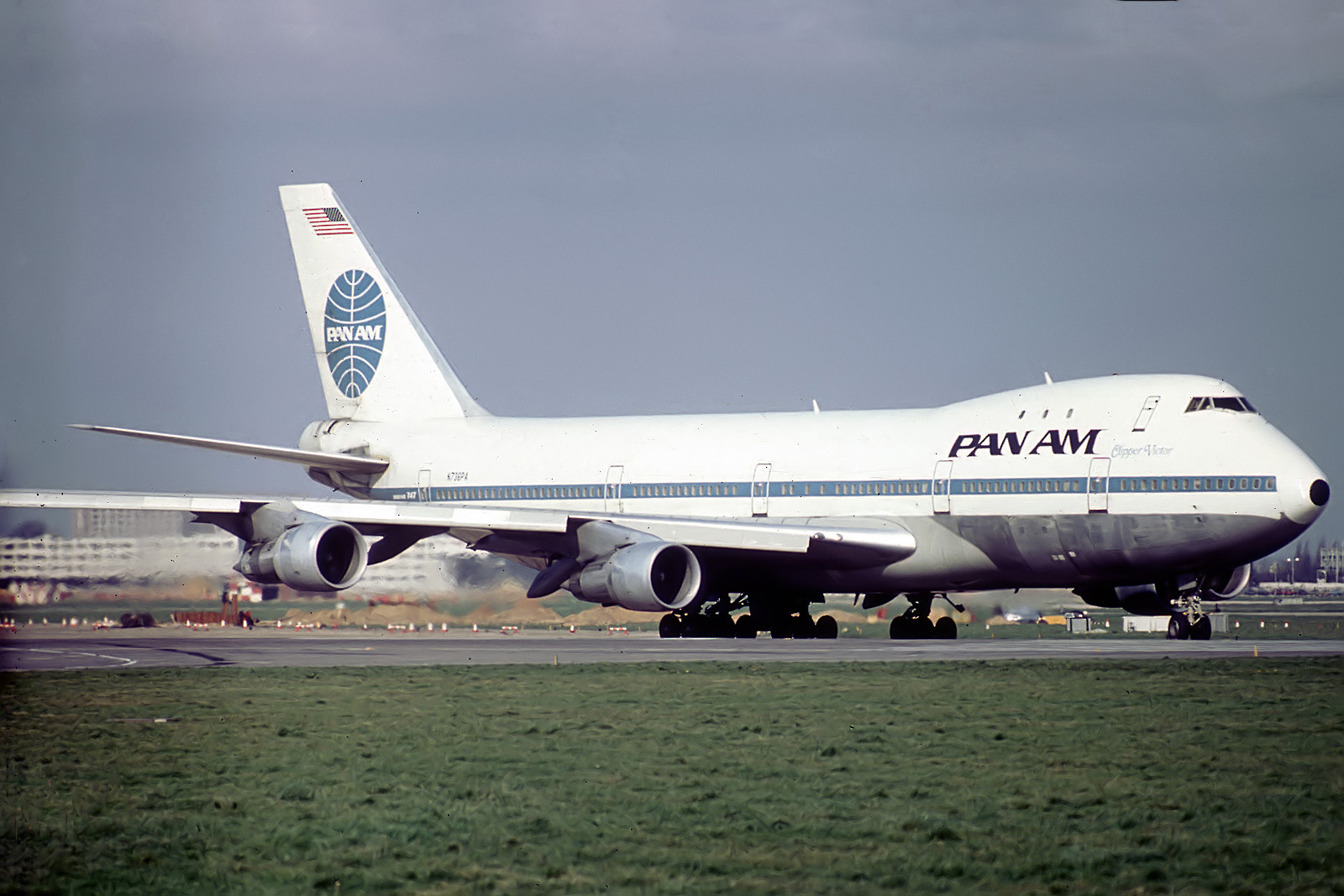
Die bei der Kollision zerstörte Boeing 747-121 Clipper Victor der Pan Am

  Die niederländische Maschine führte unter der Flugnummer KL4805 einen IT-Charterflug im Auftrag des niederländischen Reiseveranstalters Holland International Travel Group mit 235 Passagieren sowie 14 Besatzungsmitgliedern durch. Das Flugzeug startete um 9:31 Uhr unter dem Kommando von KLM-Chefpilot Jacob Veldhuyzen van Zanten in Amsterdam.

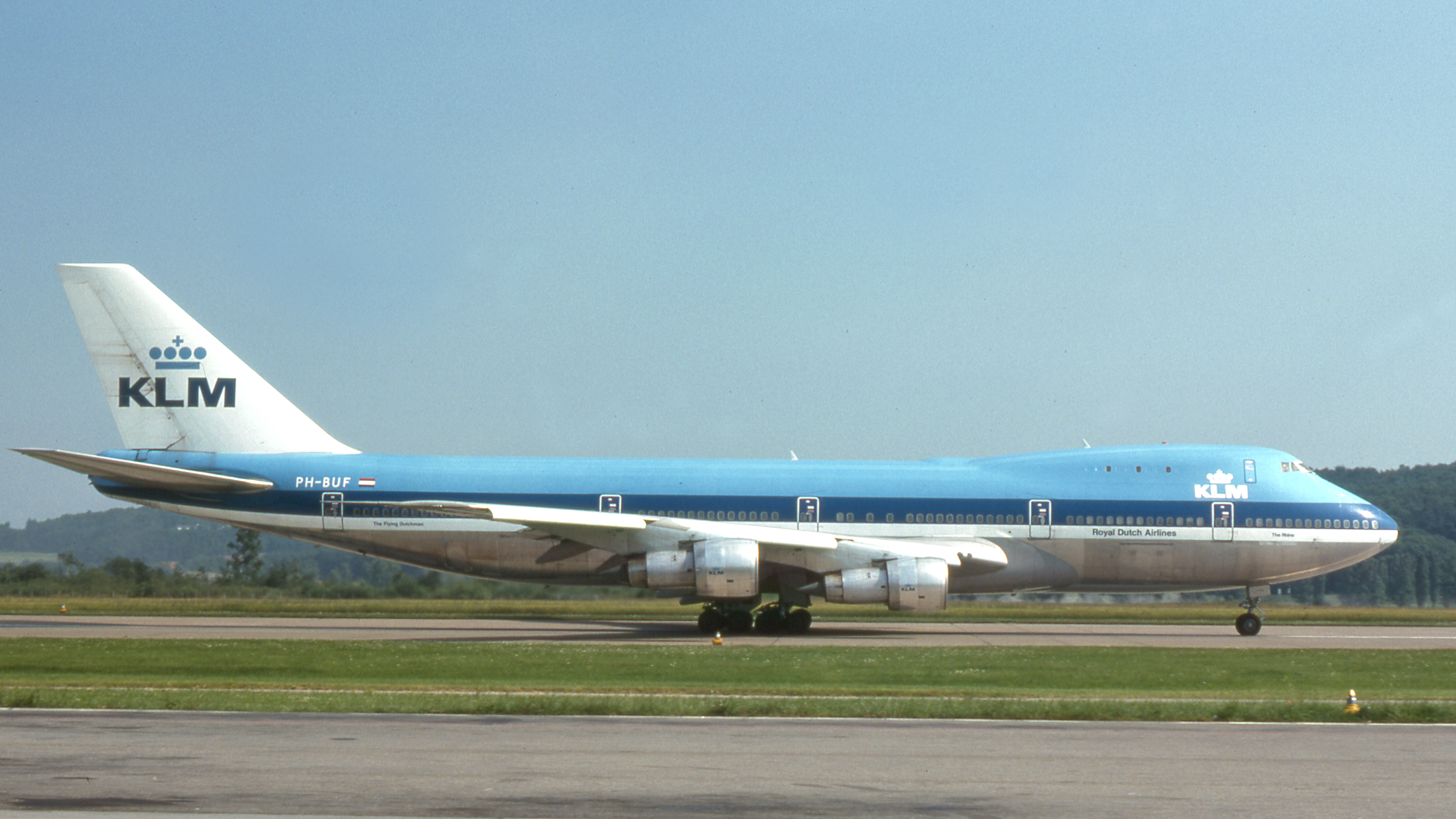
Die bei der Kollision zerstörte Boeing 747-206B Rijn der KLM

Beide Flugzeuge hatten den Flughafen von Gran Canaria bei Las Palmas als Ziel.
Während des Flugs wurde der KLM-Besatzung mitgeteilt, dass der Flughafen von Gran Canaria wegen einer um 12:30 Uhr in der Wartehalle explodierten Bombe sowie einer weiteren Bombendrohung kanarischer Separatisten des MPAIAC zeitweise geschlossen sei. KLM-Flug 4805 wurde daraufhin, wie einige andere Flugzeuge, zum Flughafen Los Rodeos im Norden der nahen Insel Teneriffa umgeleitet, wo die Maschine um 13:38 Uhr Ortszeit (13:08 Uhr GMT) landete. Auch die Piloten des Pan-Am-Fluges 1736 bekamen die Anweisung, nach Los Rodeos auszuweichen, obwohl die Besatzung es vorgezogen hätte, bis zur Erteilung einer Landefreigabe zu kreisen. Mindestens fünf Verkehrsflugzeuge wurden nach Teneriffa umgeleitet. Der Flughafen Los Rodeos hatte wegen seiner beengten Platzverhältnisse Schwierigkeiten, diese Maschinen zusätzlich zum eigenen Flugverkehr aufzunehmen.
Der Flughafen Los Rodeos (damaliger IATA-Code TCI, heute TFN, ICAO-Code GCXO) besitzt eine 3300 m lange Start-/Landebahn 12/30 (entspricht einer Ausrichtung nach 120 bzw. 300 Grad) und eine parallel verlaufende Hauptrollbahn (englisch Taxiway), die an beiden Enden in die Startbahn einmündet und zusätzlich über vier kurze Querbahnen mit der Startbahn verbunden ist. Die umgeleiteten Großraumflugzeuge mussten zusammen mit einer Boeing 737 der Braathens S.A.F.E, einer Boeing 727 der Sterling Airways und einer Douglas DC-8 der SATA auf dem westlichen Ende des Taxiways parken, sodass dieser Abschnitt nicht mehr zum Rollen genutzt werden konnte.
Die Passagiere der ersten Maschinen – auch die 235 Fluggäste der KLM – wurden während der auf Teneriffa verordneten Wartezeit im Terminal des Flughafens betreut, jedoch war der bald so überlastet, dass es den Passagieren der später ankommenden Flugzeuge, wie auch denen des um 14:15 Uhr gelandeten Pan-Am-Jumbos, nicht gestattet wurde, die Maschinen zu verlassen.
Um 14:30 Uhr wurde die Sperrung des Flughafens Gran Canaria aufgehoben. Die Besatzung der US-amerikanischen Maschine, deren Passagiere sich noch an Bord befanden, wollte daraufhin den Flug nach Gran Canaria unverzüglich fortsetzen. Das vor ihr stehende niederländische Flugzeug blockierte aber den Weg zur Startbahn. Der US-amerikanische Kopilot und der Flugingenieur betraten das Rollfeld, um die Möglichkeit zu prüfen, an der KLM-747 vorbeizurollen. Sie kamen zu dem Schluss, dass der Freiraum zwischen den beiden Maschinen hierfür nicht ausreichte. Nachdem alle Passagiere zurück an Bord der niederländischen Boeing 747 gebracht worden waren, hatte sich das Verkehrsaufkommen auf dem wieder geöffneten Flughafen in Gran Canaria bereits so stark verdichtet, dass sich der Abflug aus Teneriffa weiter verzögerte. KLM-Kapitän Veldhuyzen van Zanten entschied sich daraufhin, seine Maschine bereits auf Teneriffa für den Rückflug nach Amsterdam betanken zu lassen, um später am Flughafen Gran Canaria Zeit zu sparen. Die Betankung mit 55.500 Liter (rund 44,4 Tonnen) Kerosin nahm weitere 30 Minuten in Anspruch.
Der Pan-Am-Maschine stiegen zwei Mitarbeiter am Flughafen hinzu und nahmen im Cockpit auf Jumpseats Platz. Eine Passagierin der KLM-Maschine, die als Reiseleiterin auf Teneriffa tätig war, entschied sich, gleich auf der Insel zu bleiben und kehrte nicht ins Flugzeug zurück.
Um 16:51 Uhr erhielt KLM-Flug 4805 die Erlaubnis zum Start der Triebwerke. Eine Minute später erhielt auch Pan-Am-Flug 1736 die Freigabe zum Triebwerksstart. Inzwischen war eine dichte Nebelbank über dem Flughafen aufgezogen. Dies erschwerte die Arbeit und Koordination im Tower erheblich, da der Flughafen nicht über ein Bodenradar verfügte und wegen des Nebels kein Sichtkontakt mehr zu den Flugzeugen bestand.

## Unfallhergang

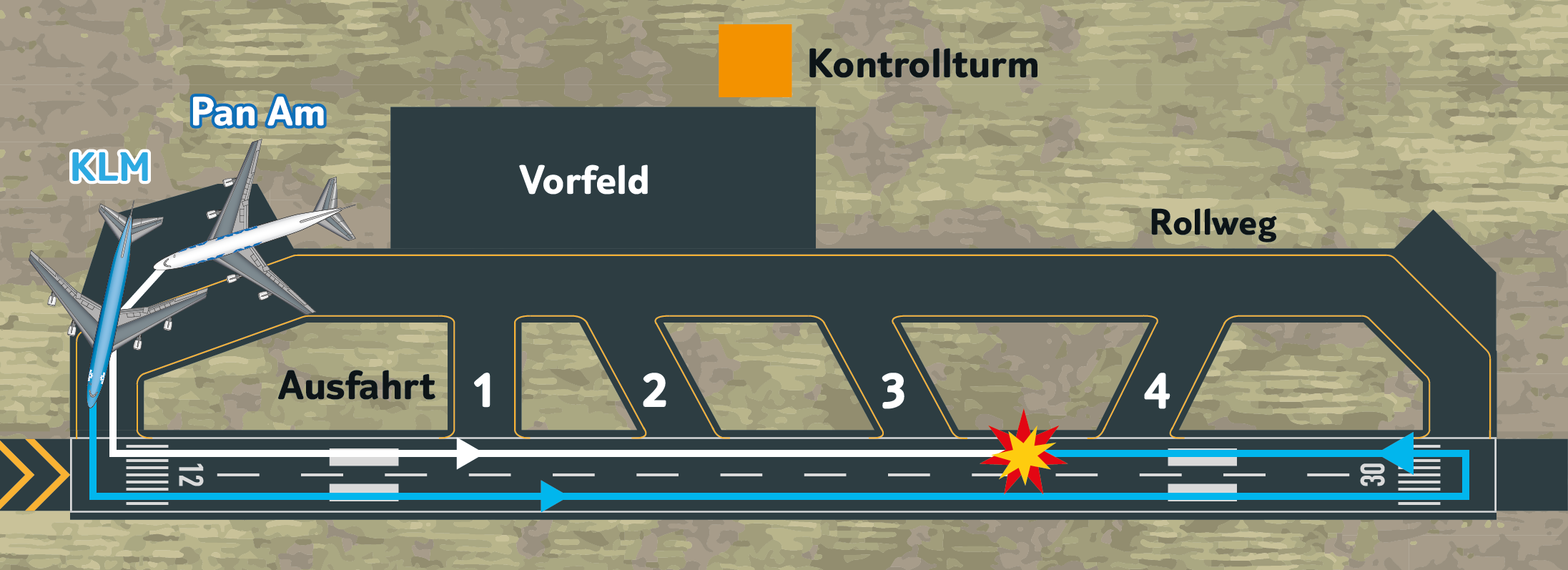
Schematische Übersicht des Flughafens Los Rodeos:
Rollweg der KLM-Maschine
Rollweg der Pan-Am-Maschine

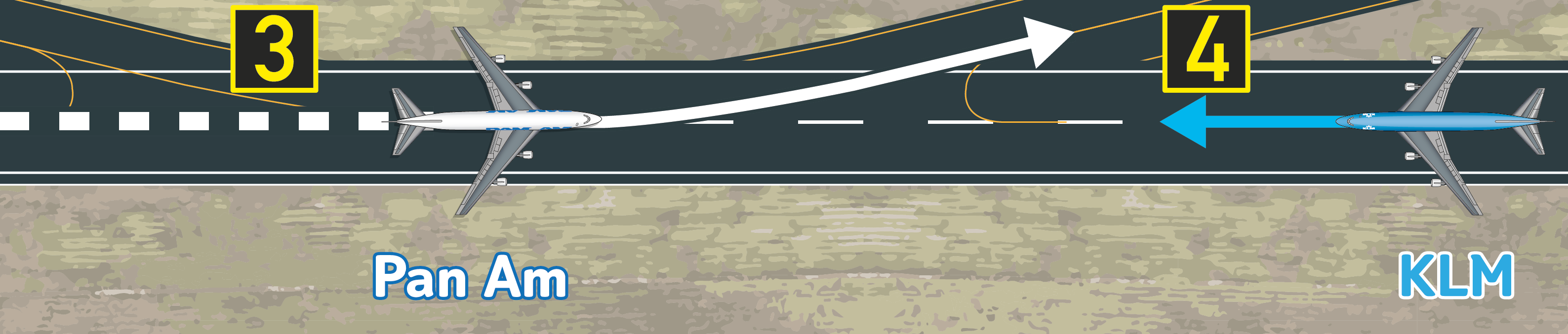
Position der beiden Maschinen kurz vor dem Zusammenstoß; die Ausfahrt Nummer 3 liegt bereits hinter der Pan-Am-Maschine

Die KLM-Besatzung bekam um 16:58 Uhr vom Tower Los Rodeos eine Freigabe, über die Startbahn 12 bis zur dritten Abzweigung (bezeichnet als C-3 bzw. Charlie 3) zu rollen und sie dort zu verlassen. Das weitere Rollen zum gegenüberliegenden Bahnende sollte über den parallel verlaufenden Taxiway erfolgen. Nachdem das niederländische Flugzeug mit dem Rollen begonnen hatte und auf die Startbahn eingebogen war, bestätigte der Kopilot diese Anweisung falsch, sodass der Fluglotse nun die Anweisung erteilte, auf der Startbahn weiterzurollen und am Bahnende zu wenden, um in Startposition zu gelangen.
Um 17:02 Uhr wies der Tower die Pan-Am-Besatzung ebenfalls an, die auf der Rollbahn parkenden Flugzeuge über die Startbahn 12 zu umrollen. Das US-amerikanische Flugzeug sollte die Startbahn anschließend über die dritte Querbahn verlassen und von dort an auf dem freien Teilstück des Taxiways zur Startposition weiterrollen.
Während die Pan-Am-747 langsam entgegen der aktuellen Startrichtung auf der Startbahn rollte, um die richtige Abzweigung im dichten Nebel nicht zu übersehen, hatte die niederländische Maschine bereits gewendet und stand auf Startposition. Die KLM-Besatzung teilte mit, dass sie zum Start bereit sei, und erbat die ATC-Freigabe. Die Piloten bekamen daraufhin das Abflugverfahren sowie die einzuhaltende Route nach Las Palmas genannt. Eine solche Streckenfreigabe beinhaltet keine Startfreigabe. Diese wird separat erteilt.
Währenddessen verpasste die Pan-Am-Besatzung die Einmündung in die dritte Querbahn und rollte langsam in Richtung der vierten Abzweigung weiter. Unklar blieb, ob der Kapitän die Abzweigung C-3 im Nebel übersah oder bewusst die für ihn günstiger verlaufende Querbahn C-4 ansteuern wollte. Die ersten zwei Abzweigungen hatte er trotz schlechter Sicht eindeutig identifiziert.
Obwohl die Startfreigabe noch ausstand, begann der KLM-Kapitän zu diesem Zeitpunkt bereits mit dem Startlauf, während der Kopilot noch die Streckenfreigabe zu Ende bestätigte. Unmittelbar darauf kam es auf der gemeinsamen Funkfrequenz zu einem Überlagerungseffekt: Als der Tower die KLM-Besatzung anwies, auf die Startfreigabe zu warten, teilte die Pan-Am-Besatzung gleichzeitig mit, dass sie sich noch auf der Startbahn befinde. Die überlagernden Funksprüche erzeugten im Cockpit der niederländischen Maschine einen Pfeifton. Es ist unklar, ob und in welchem Umfang deren Besatzung die Funksprüche verstehen konnte.
Unmittelbar danach wies der Fluglotse die Pan-Am-Piloten an, sich zu melden, sobald sie die Startbahn verlassen hätten. Die US-Besatzung bestätigte, dass sie das Verlassen der Bahn mitteilen werde. Beide Funksprüche hörte auch der KLM-Flugingenieur, der daraufhin skeptisch wurde und seinen Kapitän fragte, ob die Pan-Am-747 noch im Weg sei. In der Überzeugung, dass die Bahn frei sei, brach Kapitän Veldhuyzen van Zanten den Start nicht ab.
Als die Piloten beider Flugzeuge schließlich Sichtkontakt hatten, versuchte die Pan-Am-Besatzung, ihre Maschine nach links von der Startbahn zu lenken. Gleichzeitig zog der KLM-Kapitän sein Flugzeug hoch, wobei das Heck der Maschine Bodenberührung bekam (siehe Tailstrike) und auf einer Strecke von 20 Metern über die Startbahn schleifte. Beide Manöver scheiterten knapp. Die KLM-747 konnte zwar kurz abheben, kollidierte aber mit dem schräg auf der Piste rollenden Pan-Am-Jumbo. Das Fahrwerk und die Unterseite der niederländischen Maschine durchschlugen die Passagierkabine der Pan-Am-747 in einem 45-Grad-Winkel oberhalb der rechten Tragfläche und rissen den dahinterliegenden Teil des Passagierdecks fast komplett auf. Das äußere rechte Triebwerk der KLM-747 traf das Oberdeck des Pan-Am-Jumbos und wurde abgerissen. Zudem trennte die linke Tragfläche des niederländischen Flugzeugs das Leitwerk der Pan-Am-747 vom Rumpf.

Zusammenstoß der beiden Maschinen

Der schwer beschädigte KLM-Jumbo schlug etwa 150 Meter hinter der US-amerikanischen Maschine wieder auf der Startbahn auf, rutschte noch 300 Meter weiter, explodierte und brannte vollständig aus. Alle 248 Personen an Bord der niederländischen Boeing verloren ihr Leben.
Die Pan-Am-747 rollte nach der Kollision für einen kurzen Moment mit laufenden Triebwerken weiter und brach dann hinter den Tragflächen auseinander. Das aus der beschädigten rechten Tragfläche auslaufende Kerosin verursachte mehrere Explosionen. Von den 396 Insassen entkamen 70 dem brennenden Flugzeug lebend; neun davon erlagen allerdings später ihren schweren Verletzungen. Die Piloten konnten sich aus dem Oberdeck retten und überlebten den Unfall leicht verletzt. Unter den Opfern befand sich auch die Schauspielerin und Filmproduzentin Eve Meyer.
Die Flughafenfeuerwehr war zunächst nur damit beschäftigt, die Wrackteile der KLM-Maschine zu löschen. Die ebenfalls brennende Pan-Am-747 war im dichten Nebel noch nicht bemerkt worden, da sie sich weiter hinten auf der Startbahn befand. Auch der Tower wusste nicht, dass die Maschine mit einer anderen kollidiert war. Erst nach Beginn der Löscharbeiten an der KLM-Maschine wurde ein zweites Feuer bemerkt und nach Aufteilung der Löschkräfte als zweites brennendes Flugzeug identifiziert.

## Auszug aus dem Kommunikationsprotokoll
Der folgende Text ist die deutsche Übersetzung eines Auszugs aus dem Kommunikationsprotokoll, das bei der Auswertung der Cockpit-Stimmenrekorder (CVR) und der Funkmitschnitte des Towers entstanden ist. Der Auszug beginnt kurz nachdem die KLM-Maschine auf der Startposition gewendet hat. Der Nebel lockert ein wenig auf, und die Sicht erreicht circa 700 Meter. Diese Gelegenheit möchte der KLM-Kapitän nutzen.

Legende
 Über Funk übermittelte Nachrichten
 Interne Cockpit-Kommunikation (für die Besatzung der jeweils anderen Maschine nicht hörbar)
 Anmerkungen
CPT = Kapitän · F/O = Erster Offizier · ING = Flugingenieur · ??? = nicht zuzuordnen · kursiv = Geräusche und Steuereingaben

| Uhrzeit (Ortszeit) | KLM | Pan Am | ATC | |
| ------------------ | --- | --- | --- | --- |
| 17:05:41           | Die Schubhebel der KLM-747 werden um 17:05:41 nach vorne geschoben, das Triebwerks-Druckverhältnis steigt bei allen Triebwerken kontinuierlich an. | Die Schubhebel der KLM-747 werden um 17:05:41 nach vorne geschoben, das Triebwerks-Druckverhältnis steigt bei allen Triebwerken kontinuierlich an. | Die Schubhebel der KLM-747 werden um 17:05:41 nach vorne geschoben, das Triebwerks-Druckverhältnis steigt bei allen Triebwerken kontinuierlich an. | Die Schubhebel der KLM-747 werden um 17:05:41 nach vorne geschoben, das Triebwerks-Druckverhältnis steigt bei allen Triebwerken kontinuierlich an. |
| 17:05:41           | F/O: Warte eben, [wir] haben noch keine ATC-Freigabe. CPT: Nein, das weiß ich. Frag aber! | | | |
| 17:05:44           | F/O: Ähm, die KLM … vier acht null fünf ist nun startbereit, und wir warten auf unsere ATC-Freigabe. | | | |
| 17:05:53           | | | KLM vier acht null fünf, ähm, Sie haben Freigabe zum Funkfeuer Papa, steigen Sie bis und halten Sie Flugfläche neun null … Rechtskurve nach dem Start Weiterflug Kurs null vier null bis zum Radial drei zwo fünf von Las-Palmas-Drehfunkfeuer. | |
| 17:06:07           | CPT: Ja. | | | |
| 17:06:09           | F/O: Äh Verstanden, Sir, wir haben Freigabe zum Funkfeuer Papa Flugfläche neun null, Rechtskurve null vier null bis zum Anschneiden des drei zwo fünf. Wir sind jetzt am Start. | | | |
| 17:06:12           | Um 17:06:12, noch während der Erste Offizier die Streckenfreigabe im Funk zurückliest, löst der Kapitän der KLM die Bremsen und beginnt mit dem Startlauf. Das Zurücklesen dauert bis 17:06:18, beim letzten Satz der Meldung hat die Maschine bereits eine Geschwindigkeit von 46 Knoten (85 km/h) erreicht. Dieser letzte Satz (im englischen Original „and we’re now at take-off“) kann jedoch auch so verstanden werden, dass die KLM sich lediglich zum Start bereithält, zumal noch keine Startfreigabe erteilt wurde. | Um 17:06:12, noch während der Erste Offizier die Streckenfreigabe im Funk zurückliest, löst der Kapitän der KLM die Bremsen und beginnt mit dem Startlauf. Das Zurücklesen dauert bis 17:06:18, beim letzten Satz der Meldung hat die Maschine bereits eine Geschwindigkeit von 46 Knoten (85 km/h) erreicht. Dieser letzte Satz (im englischen Original „and we’re now at take-off“) kann jedoch auch so verstanden werden, dass die KLM sich lediglich zum Start bereithält, zumal noch keine Startfreigabe erteilt wurde. | Um 17:06:12, noch während der Erste Offizier die Streckenfreigabe im Funk zurückliest, löst der Kapitän der KLM die Bremsen und beginnt mit dem Startlauf. Das Zurücklesen dauert bis 17:06:18, beim letzten Satz der Meldung hat die Maschine bereits eine Geschwindigkeit von 46 Knoten (85 km/h) erreicht. Dieser letzte Satz (im englischen Original „and we’re now at take-off“) kann jedoch auch so verstanden werden, dass die KLM sich lediglich zum Start bereithält, zumal noch keine Startfreigabe erteilt wurde. | |
| 17:06:12           | CPT: Wir gehen … Startschub überprüfen. Geräusch der hochlaufenden Triebwerke | | | |
| 17:06:18           | | | Ok … | |
| 17:06:18           | An dieser Stelle kommt es zur Überlagerung der Signale, da in den folgenden drei Passagen Tower und Pan Am gleichzeitig funken. Dadurch kam es zu einem schrillen Störgeräusch von 17:06:19.39 bis 17:06:23.19. Nach Ansicht der Untersuchungskommission blieb das Gesprochene dennoch hörbar. Für den Bericht wurden allerdings die Aufnahmen des Stimmenrekorders gefiltert, um deren Qualität zu verbessern. Es ist fraglich, ob die Piloten die folgenden drei Funksprüche verstehen konnten.                            | | | |
| 17:06:19           | | CPT: Nein … Ähm … | … bereithalten für den Start, ich werde Sie rufen. | |
| 17:06:20           | | F/O: Und wir, Clipper eins sieben drei sechs, rollen immer noch die Startbahn herunter. | … bereithalten für den Start, ich werde Sie rufen. | |
| 17:06:20           | Die Antwort des Pan-Am-Jumbo ist eine Reaktion auf die Unklarheit des unmittelbar davor von KLM gemeldeten „… und wir sind jetzt am Start“. | | | |
| 17:06:25           | | | Roger, Alpha eins sieben drei sechs, benachrichtigen Sie uns, wenn die Startbahn frei ist. | |
| 17:06:29           | | F/O: OK, benachrichtigen wenn die Startbahn frei ist. | | |
| 17:06:32           | ING: Ist er dort also noch nicht weg? | CPT: Lasst uns sofort hier verschwinden. Nichts wie weg hier! (leises Lachen) | Danke. | |
| 17:06:34           | CPT: Was sagst Du? ???: Yup. ING: Ist er dort noch nicht weg, dieser Pan American? | F/O: Ja, jetzt wird er ungeduldig, was? | | |
| 17:06:35           | CPT: Na klar. (nachdrücklich) | | | |
| 17:06:36           | | ING: Ja, erst hält er uns für eineinhalb Stunden auf, dieser [Kraftausdruck] … F/O: – Ja, dieser [Kraftausdruck] – ING: … und dann hat er es eilig. | | |
| 17:06:40           | | CPT: Da ist er … seht ihn euch an … Gottverdammt … Dieser … Dieser … [Kraftausdruck] kommt. | | |
| 17:06:43           | F/O: V1. | | | |
| 17:06:45           | | F/O: Weg von hier! Weg! Weg! | | |
| 17:06:45           | Unmittelbar nachdem der Erste Offizier der KLM-Maschine das Erreichen der Entscheidungsgeschwindigkeit (V1) verkündet hatte, zeichnete der Flugdatenschreiber auf, dass das bislang nach vorne gedrückte Steuerhorn leicht angezogen wurde, um Druck vom Bugrad zu nehmen. Jetzt wird es nach hinten, zwecks Anheben der Nase, und links gezogen, um der Pan-Am-Maschine auszuweichen. | | | |
| 17:06:47           | CPT: Oh … [Fluch] | | | |
| 17:06:48           | | Triebwerksgeräusche der näherkommenden KLM-747; Warnton für mangelhafte Startkonfiguration, da der CPT die Triebwerksleistung erhöht, um die Bahn schnellstmöglich zu verlassen | | |
| 17:06:49           | Aufprallgeräusche | | | |
| 17:06:50           | | Aufprallgeräusche | | |

## Untersuchungsbericht
Der Bericht der Untersuchungskommission kam zu dem Ergebnis, dass die folgenden Gründe zum Unfall geführt haben:
- Der Kapitän der KLM-Maschine leitete den Start ohne Startfreigabe ein.
- Er missachtete die Anweisung „stand by for take-off“ („bereithalten zum Start“).
- Er brach den Start nicht ab, als die Pan-Am-Maschine mitteilte, noch auf der Startbahn zu sein (wobei diese Mitteilung möglicherweise akustisch unverständlich war).
- Er bestätigte auf Anfrage des Flugingenieurs ausdrücklich, dass die Pan-Am-Maschine die Startbahn bereits verlassen habe.[1]

Als mögliche Gründe, warum der Kapitän diese Fehler beging, führt der Bericht an:
- Aufgrund der Wetterbedingungen und der strikten niederländischen Arbeitszeitbestimmungen bestand die Gefahr, den Weiterflug nicht mehr antreten zu dürfen. Der Kapitän der KLM-Maschine stand deshalb unter zunehmendem Druck.
- Statt Nebel habe es zum Unfallzeitpunkt mehrere niedrige Wolkenschichten gegeben. Wenn sie durch den Wind bewegt werden, könne es sehr schnell zu drastischen Veränderungen der Sichtweite kommen. Diese Bedingungen machen es schwerer für die Piloten, eine Entscheidung zu treffen.
- Durch die Überlagerung im Funkverkehr seien die Meldungen nicht mit der wünschenswerten Klarheit übermittelt worden.[1]

Die folgenden Faktoren haben dem Bericht zufolge ebenfalls zum Unfall beigetragen:
- Die missverständliche Formulierung des KLM-Kopiloten „we are now at take-off“, die dazu führte, dass dem Towerlotsen nicht bewusst war, dass die KLM-Maschine den Startvorgang schon begonnen hatte.
- Die Pan-Am-Maschine verließ die Startbahn nicht an der dritten Abzweigung, und ihre Piloten fragten auch nicht nach, welche die richtige Abzweigung sei. Da die Pan-Am-Besatzung die Startbahn andererseits nicht als frei meldete, sondern zwei Mal darauf hinwies, noch auf der Startbahn zu sein, ist dieser Grund nachrangig.
- Das hohe Verkehrsaufkommen machte es erforderlich, zwar zulässige, aber unübliche und damit potenziell gefährliche Rollverfahren anzuwenden.[1]

Darüber hinaus erwähnt der Bericht explizit Faktoren, die keinen direkten Einfluss auf den Unfall hatten:
- Der Vorfall in Las Palmas.
- Das Betanken der KLM-Maschine.
- Der Start der KLM-Maschine mit verminderter Leistung.[1]

Die niederländische Luftfahrtbehörde merkte an, dass der Unfall das Ergebnis einer Verkettung von Umständen war. Aus weitverbreiteten Prozeduren, Terminologien und Verhaltensmustern hätten sich Missverständnisse ergeben. Keiner der Beteiligten hätte einen schwerwiegenden Fehler begangen. Als schwerwiegender Fehler gilt in diesem Kontext ein Fehler, der allein, auch in einem ansonsten fehlerfreien Kontext, unvermeidbar zum Unfall führte.
Eine Untersuchung der amerikanischen Pilotenvereinigung ALPA konzentrierte sich auf den menschlichen Faktor des Unfalls und kam zu einer Reihe weiterer Schlussfolgerungen: Der Informationsaustausch sei durch Verständigungsprobleme, unter anderem durch Akzent und Idiom, erschwert worden. Das training syndrome (etwa: Ausbilder-Syndrom) könnte dazu geführt haben, dass der meist als Ausbilder eingesetzte KLM-Kapitän Probleme hatte, die reale Situation korrekt zu erfassen. Da die KLM-Besatzung gleichzeitig nach Start- und Streckenfreigabe gefragt habe, sei sie eventuell davon ausgegangen, dass die erteilte Streckenfreigabe auch die Startfreigabe umfasse. Da die Antwort des Lotsen das Wort take-off enthielt, wurde sie dann in dieser Annahme noch bestärkt. Der Bericht hält es außerdem für möglich, dass der Erste Offizier der KLM-Maschine statt we’re now at take-off (Wir sind jetzt am Start) eigentlich we’re now uh taking off (Wir starten jetzt) sagte.

## Konsequenzen
Aus der Untersuchung des Unfalls und seiner Ursachen wurden zahlreiche Konsequenzen gezogen und umgesetzt:
- Für den Funkverkehr, bis dahin großteils in freien Formulierungen abgewickelt, wurden klare und weitestgehend standardisierte Formulierungen verbindlich eingeführt, sogenannte „Sprechgruppen“ (englisch phrases). Seitdem fordert eine Crew die Startfreigabe mit „ready for departure“ an (im deutschen Flugfunk: „abflugbereit“), der Kontrollturm erteilt sie mit der Phrase „cleared for take-off“ (im deutschen Flugfunk: „Start frei“), die von der Crew bestätigt wird; erst dann darf mit dem Startlauf begonnen werden. Damit erscheint der Begriff „take-off“ (deutsch: „Start“) einzig und allein in der Startfreigabe des Lotsen an das Flugzeug (sowie in der Bestätigung der Crew). In allen anderen Fällen und in freien Formulierungen wird „departure“ benutzt (im deutschen Flugfunk: „Abflug“) z. B. "Taxi to the Departure Point" (im deutschen Flugfunk: „Rollen Sie zum Abflugpunkt“). Damit können einerseits Funksprüche nicht mehr als Startfreigabe missverstanden werden, andererseits weist das Schlüsselwort „take-off“ (deutsch: „Start“) den übrigen Verkehr eindeutig auf den Beginn eines Startlaufs hin.

- Internationale Verkehrsflughäfen wurden mit Bodenradar ausgestattet, um eine Überwachung von Rollfeld und Startbahn auch bei schlechten Sichtverhältnissen zu ermöglichen.

- Der Unfall von Teneriffa war auch Auslöser für die Entwicklung des Crew Resource Management und bewirkte eine grundlegende Prioritäten-Erweiterung in der Piloten-Ausbildung: Man begann, nicht nur das fliegerische Können zu schulen, sondern auch die Fähigkeit zur Teamarbeit. So müssen Einwände der Crew vom Flugkapitän ernst genommen und geprüft werden, und auch rangniedrigere Besatzungsmitglieder sind in Entscheidungen einzubeziehen.

- Die Fluggesellschaft KLM änderte ihre Dienstzeitvorschriften für das Personal, um den Stress durch Zeitdruck zu reduzieren.

Unmittelbar nach dem Unfall einigten sich die Beteiligten auf einen gemeinsamen Entschädigungsfonds für die Opfer und deren Angehörige, 40 % wurden durch KLM eingebracht, 30 % durch Pan Am, 20 % durch die spanische Regierung und 10 % durch Boeing. In den Wochen nach dem Unfall machten die jeweiligen Versicherungen den Betroffenen großzügige Angebote, für KLM-Passagiere etwas niedriger als bei Pan Am. Bis Herbst 1978 waren so bereits 75 % der Ansprüche befriedigt.
Bereits vor dem Unfall begannen in den 1970er-Jahren Planung und Bau eines zweiten Flughafens im Süden der Insel. Dieser sollte den Flughafen Los Rodeos im Norden von Teneriffa entlasten, der zudem wegen des häufig vorkommenden gefährlichen Nebels betrieblichen Beschränkungen unterliegt. Der Flughafen Teneriffa „Reina Sofía“ (TFS) wurde im November 1978 eröffnet und wickelt inzwischen die meisten kommerziellen In- und Auslandsflüge ab.

## Gedenkstätten

### Gedenkstätte in La Laguna

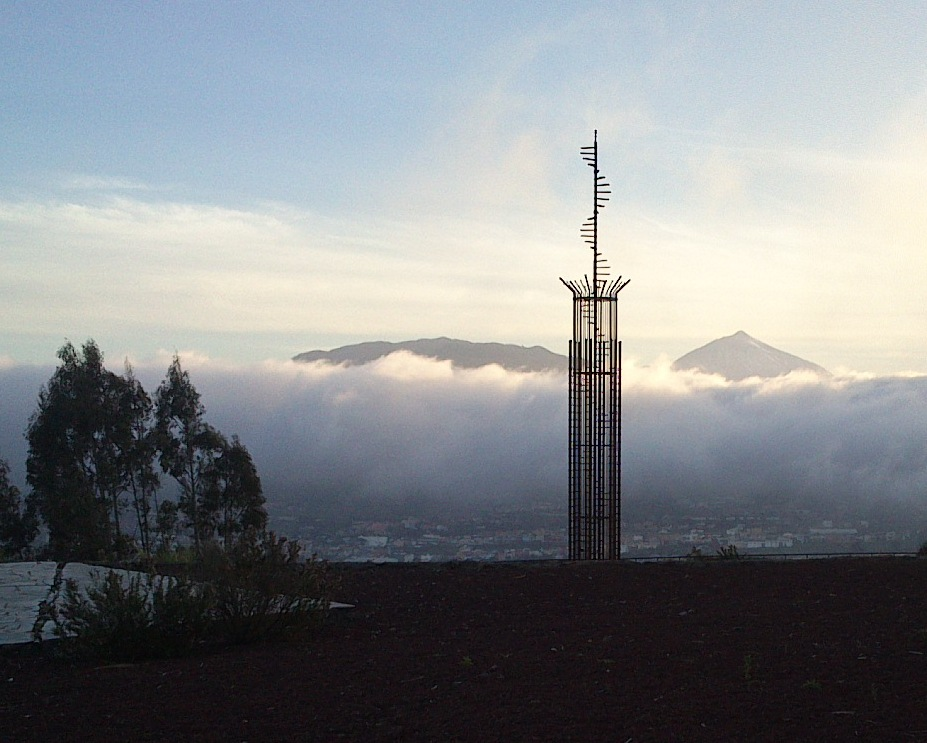
Gedenkstätte in La Laguna (2015)

Am 27. März 2007, dem 30. Jahrestag, wurde auf dem Hügel Mesa Mota in der teneriffischen Stadt La Laguna, von wo aus man auf den Nordflughafen Los Rodeos blicken kann, das Denkmal „Wendeltreppe“ zum Gedenken an die Opfer enthüllt. Die Angehörigen-Stiftung der Opfer aus den Niederlanden hatte das Denkmal in Auftrag gegeben und die Stadt La Laguna stellte das Grundstück zur Verfügung. Bei dem Denkmal handelt es sich um eine von Reindert Wepko van de Wint entworfene, 18 Meter hohe Stahlkonstruktion in Form einer Wendeltreppe, die sich scheinbar endlos in den Himmel schraubt und so die Ewigkeit symbolisiert. Nach langer, nicht näher begründeter Schließung des Monuments für die Öffentlichkeit ist die Gedenkstätte seit Juli 2010 während der Sommermonate wieder von 9:00 Uhr bis 20:00 Uhr für Besucher geöffnet.

### Gedenkstätte und Gräberfeld auf dem Friedhof Westgaarde

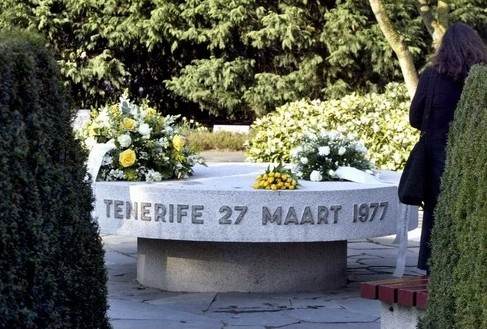
Gedenkstätte auf dem Friedhof Westgaarde (2008)

Die KLM Royal Dutch Airlines legte auf dem in der Nähe des niederländischen Flughafens Schiphol gelegenen Friedhof Westgaarde ein Gräberfeld an, in dem 123 Opfer bestattet wurden. Um einen Granitstein mit der Aufschrift „Tenerife 27 maart 1977“ sind flache Steine angeordnet, auf denen sich Kupferstreifen mit den Namen der Opfer befinden.

### Gemeinschaftsgrab auf dem Westminster Memorial Park
In einem Gemeinschaftsgrab auf dem Westminster Memorial Park im kalifornischen Westminster wurden 114 nicht identifizierbare Opfer beigesetzt, die an Bord der Pan-Am-Maschine gewesen waren.

## Filme
- Flugzeugcrash beim Start. (Originaltitel: Collision on the Runway). Sekunden vor dem Unglück [Staffel 1; Folge 12].[17]
- Unglück auf Teneriffa. (Originaltitel: Disaster at Tenerife). Mayday – Alarm im Cockpit [Staffel 16; Folge 3].[18]

## Podcast
- Zur falschen Zeit am falschen Ort, #20 Die Flugzeugkatastrophe von Teneriffa. spotify.com vom 24. Oktober 2023, 40 min, abgerufen am 14. April 2024